# シュツルンツ分類
シュツルンツ分類（シュツルンツぶんるい、独: Systematik der Minerale nach Strunz、英: Nickel–Strunz classification）は、ドイツの鉱物学者カール・フーゴ・シュツルンツが1941年に『Mineralogische Tabellen』（鉱物学表）で著した、化学組成に基づく鉱物の分類法。鉱物の組成、特に陰イオンに基づき、10のclass（族）に分類する。

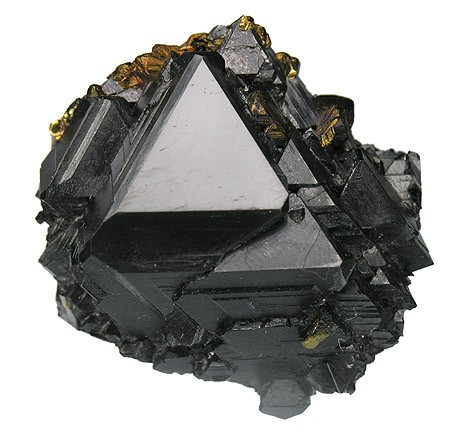
例：閃亜鉛鉱はその組成から、2族の硫化鉱物、10版分類では2.CB.05aに分類される。

1. 元素鉱物：自然金、ダイヤモンドなど
2. 硫化鉱物：閃亜鉛鉱、硫砒銅鉱など
3. ハロゲン化鉱物：蛍石、岩塩など
4. 酸化鉱物、亜砒酸塩鉱物（英語版）：スピネル、磁鉄鉱など
5. 炭酸塩鉱物、硝酸塩鉱物：方解石、孔雀石など
6. 硼酸塩鉱物：ホウ砂、曹灰硼石など
7. 硫酸塩鉱物、クロム酸塩鉱物、モリブデン酸塩鉱物、タングステン酸塩鉱物：石膏、紅鉛鉱など
8. 燐酸塩鉱物、砒酸塩鉱物、バナジン酸塩鉱物：褐鉛鉱、トルコ石など
9. 珪酸塩鉱物：トルマリン、カオリナイトなど
10. 有機鉱物：蜜蝋石、カルパチア石など

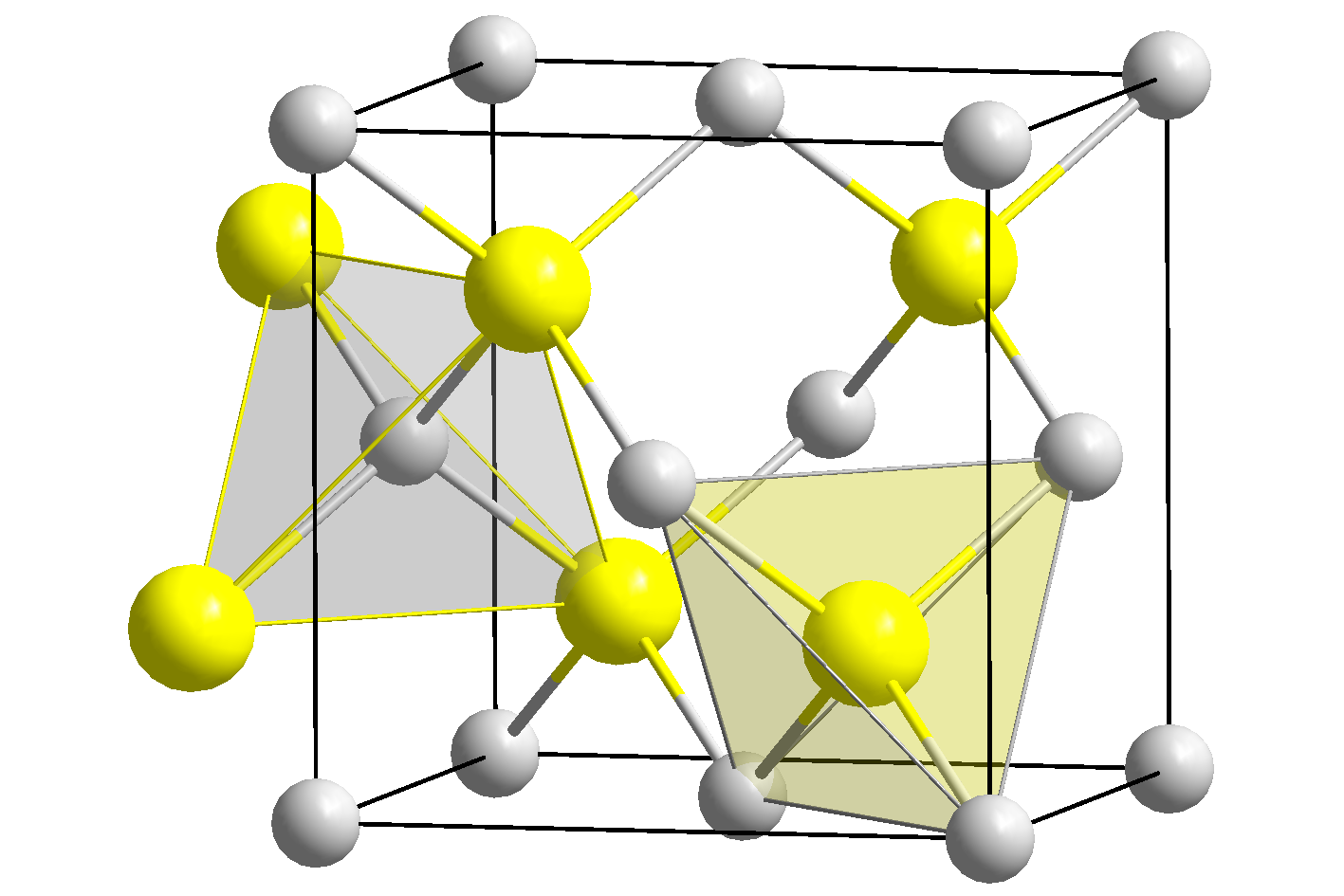
閃亜鉛鉱の単位格子

例えば、閃亜鉛鉱の組成式はZnS（硫化亜鉛）であり、2族の硫化鉱物に分類される。10版分類では更に同数硫化金属としてC門に、更に亜鉛・鉄・銅・銀等化合物としてB科に、などと細分類され、分類符号は2.CB.05aとなる（2族C門B科05群a系）。

## 成立と改版
フリードリヒ・ヴィルヘルム大学（現在のフンボルト大学ベルリン）鉱物学博物館の学芸員だったシュツルンツは、鉱物学的所蔵品を結晶の化学的性質に基づいて分類していた。1941年に著された『Mineralogische Tabellen』はその後数々の改訂が加えられ、1966年にクリステル・テニゾンが編集に参加して第4版が、1966年にA・S・ポヴァレニアクによる修正が加えられてロシア語版が、1972年に英語版が刊行され、最終的には2001年の第9版を数えるに至った。今日では、Mindat.orgのジェイムス・A・フェライオーロの責任で、フーゴ・シュツルンツとアーネスト・ヘンリー・ニコル によるニコル・シュツルンツ鉱物学表（未刊第10版）の控えがwebmineral.comで提供されている。国際鉱物学連合の新規鉱物命名分類委員会 (IMA/CNMNC) はニコル・シュツルンツのデータベースを支持している。

## 分類体系
IMA/CNMNC分類鉱物族：IMA/CNMNCは、ニコル・シュツルンツ分類第10版で示された鉱物族を利用した、階層的な分類を提唱している。
- 鉱物分類（珪酸塩鉱物以外）
  - 01族 元素鉱物
    - 元素鉱物族

  - 02族 硫化鉱物と硫塩鉱物（硫化鉱物・セレン化鉱物・テルル化鉱物、砒化鉱物・蒼鉛化鉱物、硫亜砒酸塩鉱物・硫亜アンチモン化鉱物・硫亜蒼鉛化鉱物など）
    - 02.A門 - 02.G門：硫化鉱物、セレン化鉱物、テルル化鉱物族
    - 02.H門 - 02.M門：硫塩鉱物族

  - 03族 ハロゲン化鉱物
    - ハロゲン化鉱物族

  - 04族 酸化鉱物（水酸化鉱物、亜砒酸塩鉱物、蒼鉛化鉱物、亜硫酸塩鉱物、亜セレン酸塩鉱物、亜テルル酸塩鉱物、沃素酸塩鉱物）
    - 酸化鉱物族
    - 水酸化鉱物族
    - 亜砒酸塩鉱物族（亜アンチモン化鉱物、亜蒼鉛化鉱物、亜硫酸塩鉱物、亜セレン酸塩鉱物、亜テルル酸塩鉱物を含む）

  - 05族 炭酸塩鉱物と硝酸塩鉱物
    - 炭酸塩鉱物族
    - 硝酸塩鉱物族

  - 06族 硼酸塩鉱物
    - 硼酸塩鉱物族
      - ネソ硼酸塩鉱物亜族
      - ソロ硼酸塩鉱物亜族
      - シクロ硼酸塩鉱物亜族
      - イノ硼酸塩鉱物亜族
      - フィロ硼酸塩鉱物亜族
      - テクト硼酸塩鉱物亜族

  - 07族 硫酸塩鉱物、セレン酸塩鉱物、テルル酸塩鉱物
    - 硫酸塩鉱物・セレン酸塩鉱物・テルル酸塩鉱物族
    - クロム酸塩鉱物族
    - モリブデン酸塩鉱物族
    - タングステン酸塩鉱物族

  - 08族 燐酸塩鉱物、砒酸塩鉱物、バナジン酸塩鉱物
    - 燐酸塩鉱物族
    - 砒酸塩鉱物族
    - バナジン酸塩鉱物族

  - 10族 有機鉱物
    - 有機鉱物族
- 鉱物分類（珪酸塩鉱物）
  - 09族 珪酸塩鉱物とゲルマニウム酸塩鉱物
    - 珪酸塩鉱物族
      - 09.A門：ネソ珪酸塩鉱物亜族
      - 09.B門：ソロ珪酸塩鉱物亜族
      - 09.C門：シクロ珪酸塩鉱物亜族
      - 09.D門：イノ珪酸塩鉱物亜族
      - 09.E門：フィロ珪酸塩鉱物亜族
      - テクト珪酸塩鉱物亜族
        - 09.F門：沸石性H2Oなし
        - 09.G門：沸石性H2Oあり（沸石科）

      - 09.J門：ゲルマニウム酸塩鉱物亜族

### 有機鉱物の細分類
（凡例：）
- 10.A 有機酸塩鉱物
  - 10.AA 蟻酸塩鉱物、酢酸塩鉱物など：05 蟻灰石、10 ダシュコウヴァ石、20 アセトアミド、25 カルクラサイト、30 ペイス石、35 ホーガン石
  - 10.AB 蓚酸塩鉱物：05 フンボルト石、05 リンドバーグ石；10 グルシンスキー石、15 ムールー石、20 ステパノフ石、25 ミングッツィ石、30 フーウェル石、35 ゼンチュニコバイト（英語版）、40 ウェッデル石（英語版）、45 蓚酸石灰石（英語版）、50 カオックス石、55 蓚酸アンモニウム石、60 蓚酸ソーダ石、65 コスクレン石、70 レビンソン石、75 ズグシャンスト石、80 ノブコロドーバー石
  - 10.AC ベンゼン塩鉱物：05 蜜蝋石、10 アーランド石
  - 10.AD 青酸塩鉱物：05 ジュリアナイト*、10 カーフェハイドロキヤナイト*
- 10.B 炭化水素鉱物
  - 10.BA 炭化水素鉱物：05 フィヒテル石、10 ハルト石、15 ジニー石*、20 イドリア石（英語版）、25 クラトフヴィル石（英語版）、30 カルパチア石、40 ラバト石、45 シモネッリ石（英語版）、50 エバンキ石（英語版）
- 10.C その他の有機鉱物
  - 10.C 琥珀*
  - 10.CA その他の有機鉱物：05 レフィク石、10 フラグスタッフ石、15 ヘール石、20 アーベルソン石、25 クラドノ石；30 ティナンクル石*、30 グアニン；35 自然尿素、40 尿酸石